# Jill Balcon
Pour les articles homonymes, voir Balcon (homonymie).
Jill Angela Henriette Balcon est une actrice britannique, née le 3 janvier 1925 à Londres et décédée le 18 juillet 2009.

## Biographie
Fille de Michael Balcon et Aileen Freda Leatherman, elle épouse en 1951 le poète lauréat irlandais Cecil Day-Lewis, de 21 ans son aîné. Déjà marié au moment de leur rencontre, il partage son temps entre elle, sa maîtresse Rosamond Lehmann et son épouse Mary King Day-Lewis, avec qui il a déjà deux fils. 
Ils ont ensemble deux enfants, l'acteur Daniel Day-Lewis et la réalisatrice et chef cuisinier Tamasin Day-Lewis, née le 17 septembre 1953.
Jill Balcon est décédée en 2009 d'une tumeur au cerveau, à l'age 84 ans.

## Filmographie sélective
- 1947 : The Life and Adventures of Nicholas Nickleby : Madeline Bray
- 1947 : Le Marchand de Venise (The Merchant of Venice) (téléfilm) : Jessica
- 1948 : Les Ailes brûlées (en) (Good-Time Girl) : Roberta
- 1948 : Sarabande (Saraband for Dead Lovers) de Basil Dearden : Knesbeck
- 1949 : The Lost People de Bernard Knowles et Muriel Box : Rebecca
- 1950 : The Master Builder (téléfilm) : Kaia Fosli
- 1950 : Highly Dangerous : La gardienne de prison
- 1951 : Meurtre dans la cathédrale (Murder in the Cathedral)
- 1956 : Kitty Clive : Mrs. Rogers
- 1976 : Hôpital central (General Hospital) (série télé, 1976-1979) : Dr Catherine Eliot
- 1977 : Esther Waters (en) (téléfilm) : Mrs. Barfield
- 1986 : The Fools on the Hill (téléfilm) : Miss Stanley
- 1989 : A View of Harry Clark (téléfilm)
- 1991 : Selling Hitler (en) (feuilleton télé) : Lady Alexandra Darco
- 1991 : Edward II : Chorus of Nobility
- 1993 : Wittgenstein : Leopoldine Wittgenstein
- 1999 : Un mari idéal (An Ideal Husband) : Lady Bracknell